# 오현고등학교
오현고등학교(五賢高等學校)는 대한민국 제주특별자치도 제주시 화북일동에 있는 사립 고등학교이다.

## 학교 연혁
- 1946년 2월 15일 : 황순하 선생 오현중 전신인 제주제일중학원 설립(이도동 1437번지)
- 1946년 10월 22일 : 오현초급중학교로 승격
- 1948년 8월 14일 : 재단법인 오현중학교 유지회 인가
- 1950년 6월 1일 : 오현초급중학교를 오현중학교로 변경
- 1951년 4월 1일 : 6.25 전쟁으로 피난 학생 수용을 위하여 오현분교 설치(~1955년)
- 1951년 8월 31일 : 학제 변경에 의하여 오현고등학교 6학급 인가
- 1951년 9월 25일 : 오현고등학교 개교, 초대 교장 이경수 선생 취임
- 1952년 8월 6일 : 재단법인 오현학원 개명 인가
- 1953년 3월 25일 : 1회 졸업생 89명 배출
- 1962년 1월 15일 : 오현중·고등학교 통합
- 1964년 3월 6일 : 학교법인 오현학원으로 조직변경 인가
- 1966년 5월 30일 : 야간 3학급을 주간 관광과 3학급으로 개편 인가
- 1969년 12월 19일 : 오현중․고등학교 분리
- 1972년 9월 1일 : 현 화북일동 위치로 학교 신축 이설(일주동로 101)
- 1978년 9월 29일 : 관광과를 보통과로 개편, 3학급 증설 인가
- 1998년 1월 31일 : 실내체육관 준공
- 2001년 11월 19일 : 우정학사(기숙사) 개관
- 2003년 2월 4일 : 제4대 이사장 서성희 교수 취임
- 2025년 1월 24일 : 2024학년도 제 73회 졸업식(329명) 졸업생 누계 27,876명
- 2025년 3월 1일 : 제18대 교장 강효식 선생 취임
- 2025년 3월 4일 : 2025학년도 제76회 입학식(337명)

## 참고 자료
- 오현고등학교 - 한국교육학술정보원 학교알리미